# Kids News
Kids News es un periódico mensual argentino, editado en la ciudad de Buenos Aires. Fundado por Pablo Aristizabal (CEO y creador de Aula365) en abril del 2009.

## Características
Es el primer periódico interactivo del mundo. Pensado para niños de 6 a 12 años, entre sus características se encuentran el uso de realidad aumentada, que permite al lector converger el mundo virtual con el real, ampliando así la información brindada y el contenido interactivo. Los temas que el tabloide trabaja son adaptados a la currícula escolar con el objetivo de facilitar el trabajo de los maestros.
La versión digital está disponible a través de la web Aula365 y fue lanzada para Argentina, Chile, Perú, Colombia, México, Italia y España. La versión en papel es de distribución gratuita y quincenal. Se lo incluye el segundo domingo de cada mes junto al diario Perfil.

## Línea editorial
El lema del periódico es “aprende diferente” y  “aumenta tu realidad, aumenta tus creaciones”.  En palabras de Pablo Aristizabal, “el tipo de aprendizaje que propone Kid´s news es la experiencia de comunicación denominada transmedia; es decir, aquella en la que cada soporte –ya sea físico como un periódico, o virtual como una web– hace su contribución al despliegue de un relato o historia”.

## Secciones del diario
- Matemática
- Lengua
- Ciencias Sociales
- Ciencias Naturales
- Innovación
- Información General